# Miconia alata
Espèce
Synonymes
Selon Tropicos (9 septembre 2024)
- Acinodendron alatum (Aubl.) Kuntze
- Clidemia alata (Aubl.) G. Don ex Loudon
- Melastoma alatum Aubl. - Basionyme
- Miconia alata var. amazonica Schrank ex DC.
- Miconia pterophora Miq.

Selon GBIF (9 septembre 2024)
- Acinodendron alatum (Aubl.) Kuntze
- Clidemia alata (Aubl.) G.Don
- Clidemia alata (Aubl.) G.Don ex Loudon
- Melastoma alatum Aubl. - Basionyme
- Miconia alata var. amazonica Schrank
- Miconia alata var. amazonica Schrank ex DC.
- Miconia pterophora Miq.

Miconia alata est une espèce de plantes à fleurs de la famille des Melastomataceae. C'est un arbuste originaire d'Amérique du Sud.

## Description
Miconia alata est un arbuste haut de 1-3 m.
Les tiges sont à 4 ailes larges de 2-3 mm.
Les feuilles sont (sub)sessiles, les limbes interconnectés par des crêtes nodales, elliptiques à pandourate-elliptiques, mesurant 9-25 × 5-20 cm, 5(7)-pivotées avec la paire interne de veines primaires divergeant de 1-4 cm au-dessus de la base du limbe.
L'inflorescence est un panicule long de 8-15(-20) cm.
Les fleurs sont 5-mères, sessiles à pétales blancs, d'environ 2-2,5 × 1 mm.

En 1953, Lemée en propose la description suivante de Miconia alata :

« M. alata Dec. (Melastoma a. Aubl.) . Arbre ou arbrisseau à rameaux 4-gônes, 4-ailés, d'abord tomenteux-canescents puis glabres ; feuilles de 0,10-0,23 sur 0,05-0,10, ovales- ou elliptiques-oblongues brièvement acuminées, à base en coin ou subsessile, fermes, pubescentes-rugueuses en dessus, tomenteuses avec poils étoilés en dessous, 5-nervées ; panicules à ramifications ailées tomenteuses, fleurs 5-mères, calice tubuleux campanulé, pubescent, étamines un peu dimorphes, à connectif prolongé à la base en 2 lobes latéraux dirigés droits en arrière sur les petites et, défléchis à angle droit sur les plus longues, ovaire un peu infère, séteux au sommet, style de 4-5 mm., stigmate ponctiforme. - Guy. franç. (Sagot). ; herbier Lemée : Cayenne (Baduel). »

— Albert Lemée, 1953.

## Répartition
Miconia alata est présent du sud de la Colombie jusqu'au Brésil, en passant par le Venezuela, le Guyana, le Suriname, la Guyane, l'Équateur, et le Pérou.

## Écologie
Miconia alata pousse au Venezuela dans les lisières de forêts perturbées, les affleurements granitiques, les savanes d'altitude et zones arbustives, à 100-1 300 m d'altitude.
Miconia alata a des structures souterraines tubéreuses et ligneuses (xylopodium) qui lui permettent de repousser après un feu de végétation.
Ses inflorescences ont été décrites.

## Protologue
En 1775, le botaniste Aublet a décrit Miconia alata et en a proposé le protologue suivant : 

« 6. MELASTOMA (alata) floribus racemoſis, foliis ovato-oblongis, ſubtus tomentolis, incanis, ſubſeſſilibus. (TABULA 158.)
Fruticulus caules plures, rectos, ramoſos, tetragonos, angulis marginatis, tomento cinereo, breviſſimo tectos, ſeptem-pedales emittit. Folia oppofita, ovato-oblonga, acuta, integerrima, quinquenervia, ſupernè viridia, infernè ſubtomentoſa, incana, ſeſſilia. Flores racemoſi, terminales ; racemis & racemulis oppoſitis, tripartitis, ſingulis trifloris. Corolla : petala quinque, quatuor æqualia, unico majore. Stamina decem, ſubæqualia. Pericarpium : bacca orbiculata, rubra, calici adnata, & ipſius denticulis coronata, trilocularis.
Florebat Septembri, fructum ferebat Odobri & Novembri.
Habitat in campeftribus Caïennæ & Guianæ.

LE MELASTOME à tige ailée. (PLANCHE 158.)
Cet arbrisseau pouſſe des tiges qui s'élèvent de ſix à ſept pieds ; elles ſont creuſes, de couleur cendrée, & à quatre angles, bordées d'un feuillet, nues par le bas, & garnies par le haut de feuilles oppoſées, & diſpoſées en croix, ces feuilles ſont ſeſſiles, ovaies pointues, d'environ ſept pouces de longueur, ſur trois de largeur vertes en deſſus, & couvertes en deſſous d'un petit duvet court & cendre ; elles ont cinq nervures ſaillantes en deſſous, entre leſquelles il, en a un grand nombre de tranſverſales. 
Les fleurs naiſſent en longues grappes à l'extrémité des tiges & des rameaux ; elles ſont ramaſſées en petits bouquets, portes trois à trois ſur un pédoncule commun. Ces fleurs ſont très petites. 
Le calice eſt un peu évaſé, arrondi, à cinq dents. 
Les pétales ſont au nombre de cinq, dont un eſt plus grand que les quatre autres ; ils ſont attachés par un onglet entre les dents du calice. 
Les étamines ſont au nombre de dix, rangées au deſſous de l'inſertion des pétales, autour de la paroi ſupérieure & interne du calice. Leur filet eſt court, grêle & blanc. Les anthères ſont articulées par leur partie fourchue & inférieure ſur le filet ; elles ſont à deux bourſes & s'ouvrent en deux valves. 
Le piſtil eſt un ovaire qui, conjointement avec le calice, devient une baie de la groſſeur d'une groſſeille rouge, peu ſucculente, partagée intérieurement en trois loges remplies de menues semences anguleuſes & verdâtres. 
On emploie la décoction des feuilles de cet arbriſſeau pour laver les vieux ulcères appelles malingres dans le pays. 
J'ai trouvé cet arbriſſeau dans l'île de Caïenne & dans pluſieurs endroits incultes de la Guiane. 
Il étoit en fleur au mois de Septembre, & en fruit aux mois d'Octobre & de Novembre. »

— Fusée-Aublet, 1775.